# إيجيمين كوركماز
إيجمين كوركماز (بالتركية: Egemen Korkmaz)‏ وهو لاعب كُرة قدم تُركي في مركز قلب الدفاع ولد في يوم 3 نوفمبر 1982 في مدينة بالق أسير في تركيا، يلعب حالياً مع نادي فنربخشة وسبق له اللعب مع نادي بشكتاش ونادي طرابزون سبور وبورصاسبور وكرتلسبور وباليك سيربور ولعب مع منتخب تركيا لكرة القدم ويبلغ طوله 183 سم.

## روابط خارجية
- إيجيمين كوركماز على موقع الاتحاد الدولي (مؤرشف)  (الإنجليزية)
- إيجيمين كوركماز على موقع الاتحاد الأوربي (الإنجليزية)
- إيجيمين كوركماز على موقع اتحاد تركيا (لاعب) (الإنجليزية)
- إيجيمين كوركماز على موقع قاعدة بيانات كرة القدم.إي يو (الإنجليزية)
- إيجيمين كوركماز على موقع ناشيونال فوتبول تيمز (الإنجليزية)
- إيجيمين كوركماز على موقع Soccerway.com (الإنجليزية)
- إيجيمين كوركماز على موقع عالم كرة القدم.نت (الإنجليزية)
- إيجيمين كوركماز على موقع AS.com (الإسبانية)